# Elisabeth-Theresien-Stiftung

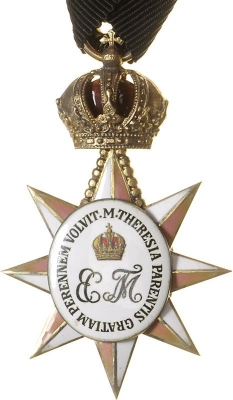
Insigne der Elisabeth-Theresien-Stiftung

Die Elisabeth-Theresien-Stiftung (umgangssprachlich auch Elisabeth-Theresien-Orden genannt) war eine 1750 von Elisabeth Christine von Braunschweig-Wolfenbüttel, der Witwe Kaiser Karls VI., geschaffene Institution, die der Versorgung verdienstvoller Offiziere dienen sollte.

## Geschichte
Elisabeth Christine hinterließ in ihrem Testament ein Legat von 8000 fl. für verarmte Generale und Offiziere, die dem Haus Österreich 30 Jahre treue Dienste geleistet hatten.
Maria Theresia, die Tochter der Stifterin, erneuerte die Stiftung als „Elisabeth-Theresianische Militärstiftung“ zum 1. November 1771 und erhöhte das Vermögen auf 16.000 fl. Die Mitglieder der Stiftung erhielten eine jährliche Pension, die nach der Dauer der Ordensmitgliedschaft in Klassen gestaffelt waren: 
1. Klasse: je 1.000 fl. für die sechs ältesten Mitglieder
2. Klasse: je 800 fl. für die nächsten acht Mitglieder
3. Klasse: je 500 fl. für die jüngsten sieben Mitglieder

Über die Aufnahme entschied der Monarch auf Vorschlag des Hofkriegsrats.

## Stiftungskreuz
Das Insigne der Stiftung, das „Elisabethinische und Theresianische Stiftungs-Creutz“, besteht aus einem mit Gold eingefassten länglichen Stern von acht halb weiß und halb rot emaillierten Spitzen. In der Mitte ist ein ovales Mittelschild mit goldener Einfassung. Unter einer goldenen Kaiserkrone befinden sich nebeneinander die Buchstaben E C (Elisabeth Christine) und M T (Maria Theresia), am Rand die Umschrift M. Theresia parentis gratiam perennem voluit (Maria Theresia wollte der Stiftung ihrer Mutter immerwährende Dauer verleihen).
Das Stiftungskreuz sollte von allen Stiftungsmitgliedern an einem schwarzen Band im Knopfloch getragen werden. Die ersten Stiftungskreuze erteilte der Präsident des Hofkriegsrats Franz Moritz von Lacy am Elisabetentag (19. November) 1771.

## Sonstiges
Das Stiftungsfest der Elisabeth-Theresien-Stiftung war auf den 19. November, dem Tag der heiligen Elisabeth, festgelegt. Es wurde nie gefeiert, aber in der Augustiner-Hofkirche zu Wien wurde ein feierliches Hochamt gehalten.